# 美國海軍特種作戰司令部
海軍特種作戰司令部（英語：Naval Special Warfare Command，縮寫為：NSWC）是美國特種作戰司令部的海軍部分，由8支海豹突擊隊、3支特種艇隊和各種支援機構組成。部隊可以獨立作戰，也可作為航空母艦戰鬥群和兩棲待命支隊的一部分，或與其他美軍特種作戰部隊整合，可以利用海軍的艦艇或潛艇迅速部署到世界任何地方。